# Хадзияннис, Михалис
Миха́лис Хадзия́ннис (греч. Μιχάλης Χατζηγιάννης; род. 5 ноября, 1978 г. Никосия, Кипр) — греко-кипрский певец и автор-исполнитель, один из наиболее популярных исполнителей современной греческой эстрады. В 2010 году журнал «Форбс» назвал Хадзиянниса 22-й по влиятельности знаменитостью в Греции. С 1 марта 2023 г. по 11 июля 2023 г. занимал должность заместителя министра культуры при президенте Республики Кипр.

## Юность
Михалис Хадзияннис родился в Никосии, на Кипре, 5 ноября 1978 года. Учился в Кипрском Музыкальном Училище (Королевский Колледж Лондона) по классу пианино, гитары и музыкальной теории.
В возрасте 15 лет он принял участие в музыкальном конкурсе на Кипре «Афетирис», на котором занял первое место. Впоследствии он также участвовал в конкурсе «Laiki Bank Song Contest» с песней «I Diki Mou Istoria», написанной Андреасом Геролему, и занял первое место. В 1995 участвовал в финале кипрского национального отбора на шоу «Евровидение 1995» с двумя песнями — «Filise me» (написанной Андреасом Геролему) и «To Gamma» (написанной Леонидасом Маленисом) — одна песня заняла третье место, а последняя — второе. В том году на конкурс в Дублин поехал Алекс Панайи с песней «Στη φωτιά».
Михалис начал собственную музыкальную карьеру на Кипре, записав три композиции, которые вскоре получили статус платиновых: «Senario», «O Mihalis Hatzigiannis Traguda Doro Georgiadi» и «Epafi». Также принимал участие в музыкальных постановках на Кипре, названных «Pigmalion», в дополнение к ряду концертов в столице под названием «Михалис Хадзияннис, Андреас Геролему».

## Музыкальная карьера

### 1998—2002: Евровидение и первые альбомы
В мае 1998 года он представлял Кипр на конкурсе песни Евровидение, исполнив песню «Γένεσις» (Рождение), написанную им самим и занявшую 11 место.
Будучи в Афинах, он сотрудничал с композитором Йоргосом Хадзинасиосом и с поэтом Михалисом Бубулисом в создании сингла «Angigma Psychis» (рус. Прикосновение души), который был выпущен в декабре 1998 года компанией BMG Greece. Этот альбом содержал композиции для одноимённого сериала, шедшего по греческому телеканалу ANT1, включал хиты «Angigma Psychis» и «To Soma pou Zitas». Альбом стал платиновым.
В марте 2000 года Хадзияннис выпустил свой дебютный альбом «Paraxeni Giorti» (рус. Необычный Праздник). Множество размышлений разных композиторов и поэтов внесли вклад в этот альбом, ставший одним из хитов того года. Песня «Mono Sta Onira» (рус. Только в мечтах) занимала вершину греческих хит-парадов несколько недель. И две другие песни с этого альбома, «Paraxeni Giorti» и «Ke Tha Hatho», были не менее успешны. Альбом был признан дважды платиновым и стал поворотной вехой в карьере молодого греческого композитора и певца. В ноябре он начал давать концерты в Афинах.
В начале 2001 года он выпустил сингл «Den Eho Hrono» (рус. У меня нет времени). Песня вскоре заняла вершины хит-парадов и стала платиновой, а Михалис впервые выступил с гастролями по всей Греции. Позже в этом же году, к восхищению публики, он впервые выступил вместе с легендарной греческой певицей Харис Алексиу.
Весной 2002 года он выпустил свой второй сольный альбом «Krifo Fili» (рус. Тайный Поцелуй), который был признан трижды платиновым. Этот альбом включал ряд хитов, таких как «Eisai Edo» (рус. Ты здесь), «To S’ Agapo» (рус. Я люблю тебя), «Horis Anapnoi» (рус. Без дыханья), «I Ekdromi» (рус. Путешествие) и «Kapnos» (рус. Туман). Альбом закрепил его репутацию как одного из самых успешных певцов-авторов песен и многообещающего исполнителя на греческой сцене. Летом 2002 года Михалис вновь совершил гастрольное турне по всей Греции, ставшее даже более успешным, чем первое. И уже зимой он разделил сцену с ещё одной греческой звездой — Димитрой Галани.

### 2003—2005:Μόνος μουиΑκατάλληλη σκηνή
В 2003 году он выпустил трижды платиновый мини-альбом «Monos Mou» (рус. Одинокий), включавший 5 песен. Песня «An Mou Tilefonouses» (рус. Если бы ты мне позвонила) стала хитом, популярность которого в радиоэфире росла от месяца к месяцу. Эта песня до сих пор остаётся одной из самых популярных греческих баллад последнего времени. Летом состоялось очередное гастрольное турне по Греции, включавшее в себя 63 концерта с полностью раскупленными билетами.
Он получил три награды от IFPI's annual Greek Arion Awards в 2003, за которыми последовали ещё 4 награды в 2004, включая награду «Лучший исполнитель года среди мужчин».
В апреле 2004 года он выпустил свой третий сольный альбом «Akatallili Skini» (рус. Неуместная Сцена), увеличивший его популярность на греческой сцене. 30 апреля 2004 года Михалис представлял Кипр на официальной церемонии Расширения Европейского союза, которая произошла в Варшаве по случаю вступления десяти новых членов в Европейский союз.
Летом 2004 года Михалис снова гастролировал по Греции, а также пел на церемонии закрытия Летних Олимпийских игр в Афинах. Зимой он сделал около 100 выступлений в Афинах и Салониках вместе с весьма популярным певцом Пасхалисом Терзисом.
Летом 2005 года он вновь объезжает с гастролями Грецию, закончив двумя распроданными и записанными концертами в Театре Ликавит в Афинах. В октябре он впервые посетил Австралию и дал три концерта. В ноябре начал выступления с Антонисом Ремосом в Афинах, длившиеся до апреля 2006 года.

### 2006—2008:Φίλοι και εχθροίи7
В марте 2006 года он выпускает его первый концертный альбом, составленный из песен, записанных на Ликавите, с тремя новыми композициями «De Fevgo» (рус. Не уйду), «Den Eimai Edo Gia Kanena» (рус. Я здесь не для кого-то) и «Miazoume» (рус. Мы похожи), ставших хитами. Этот альбом также содержит DVD-диск с фотографиями концертных сцен и закулисья. Позже в апреле он совершил гастрольное турне по Канаде и США вместе с Джорджем Даларасом, и в мае он приехал в Салоники, где выступил с Наташей Феодориду. Летом он гастролировал по Греции с 50 распроданными концертами. В августе он выпустил один из его лучших синглов «Ola i Tipota» (рус. Всё или ничего).
В декабре 2006 года он выпустил свой четвёртый студийный альбом «Filoi Kai Ehthri» (рус. Друзья и враги) с рядом хитов, таких как «Na Eisai Ekei» (рус. Быть здесь), «Aisthimata» (рус. Чувства), «Heria Psila» (рус. Руки высоко). 15 декабря он начал выступления в концертном зале «Vox» в Афинах.
В марте 2007 года он сотрудничал с немецкой рок-группой Reamonn и выпустил кавер-дуэт их песни «Tonight-Simera», наполовину по-английски, наполовину по-гречески, греческая часть текста которого была написана Элеаной Врахали. Эта песня включена в переиздание альбома «Wish» группы Reamonn, а также в альбом «Filoi Kai Ehthri». Позже в июне Михалис выпустил сингл «Pio poly» (рус. Гораздо сильнее), включая титульную композицию и ремикс Passion’а, дуэт «Tonight-Simera» и «Heria Psila» (Moscow Electromix). Он также начал очередной летний тур по Греции после его выступлений в «Vox», закончившихся в мае. В октябре и ноябре он гастролировал на международном уровне, устроив концерты в Германии, Голландии, Швейцарии и Бельгии. В декабре был выпущен второй концертный альбом «Zontana Sto Likavitto» (рус. Живой концерт в Ликавите), ставший платиновым в первую же неделю после начала продаж. Он также открыл очередной зимний сезон в «Vox», на этот раз совместно с Гликирией.
В мае 2008 года у Михалиса был намечен концертный тур по Северной Америке с выступлениями в различных городах Канады и США, но полностью тур не состоялся из-за проблем с Правительством США и промоутерами Asteria Productions и Greek Chicago. Однако концерты в Чикаго, Монреале, Нью-Йорке и Торонто прошли как и было запланировано. 30 сентября 2008 года Михалис выпустил очередной сингл с названием «Emeis I Dio San Ena» (Вместе мы как один), служивший преддверием нового альбома. 29 октября 2008 года Хадзиянис выпустил свой седьмой студийный альбом под символичным названием «7». Альбом стал 5x-платиновым.

### 2009—2010:ΚολάζиΜιχάλης
В ноябре 2009 года альбом «7» был включён в набор к покупке газеты Real News. Эта версия альбома включает дополнительную песню «Kati Leipi» (рус. Чего-то не достаёт), которая позже была пущена в эфир радиостанций. В конце ноября 2009 года Михалис выпустил свой восьмой студийный альбом «Kolaz» (рус. Коллаж). Альбом представляет собой каверы популярных песен, исполненных Мимисом Плессасом, Мариосом Токасом и Антонисом Вардисом. Первый сингл из альбома называется «Анна», который является кавером на песню Янниса Каралиса. Альбом был признан четырежды платиновым.
В середине 2009 года Хадзияннис выпустил свой первый англоязычный сингл «More Than Beatiful» (рус. Больше, чем красива), записанный в Германии в сотрудничестве с Universal Music Germany. Видеоклип на эту песню был снят в Берлине. Диск с двумя песнями готовился к выпуску 2 апреля 2010 года в Германии, включая и англо-язычную версию песни «Heria Psila», которая будет называться «Everyone Dance» (Все танцуют); тем не менее, Хадзияннис переменил решение и сорвал релиз.
Выход англоязычного студийного альбома «Mihalis» был намечен на май 2010 года, а в последующие месяцы планировались продажи по всей Европе. Выход был задержан из-за выпуска аналогичного греческого альбома. Вышел альбом одновременно в Германии, Швейцарии и Австрии 13 августа 2010 года. На Кипре и в Греции презентация альбома состоялась 1 октября 2010 года.
В ноябре 2010 года Михалис Хадзияннис начал подготовку к европейскому туру.

### 2011—2012: Το Καλύτερο Ψέμα, Live 2011 и Θάρρος ή Αλήθεια
12 декабря состоялся релиз нового альбома «Το Καλύτερο Ψέμα» и одноимённого сингла. 13 февраля 2011 года состоялся официальный релиз сингла под названием «4 Μπαλάντες» (рус. 4 баллады), в который вошли песни «Αν μΑγαπάς», «Στην άκρη του Παραδείσου», «Φίλα Με» и «Ως Εδώ».
В начале апреля 2011 года Михалис Хадзияннис выпустил концертный альбом Μιχάλης Χατζηγιάννης Live 2011, в который вошли песни альбома Το Καλύτερο Ψέμα и лучшие хиты предыдущих альбомов. 6 апреля альбом стал доступен для прослушивания на официальном канале певца на YouTube.
5 июля 2011 года в Петруполисе начался летний тур певца по городам Греции. Гастроли завершились концертами 5 сентября в Салониках на сцене Театра Дасус и 8 сентября в Афинах на арене Ликавита.
19 декабря состоялась официальная презентация нового студийного альбома «Мужество и Истина» (греч. Θάρρος ή Αλήθεια). В него вошли 13 песен. Первый сингл, который имел такое же название «Θάρρος ή Αλήθεια», был презентован немного раньше, а 8 декабря завершились съемки клипа на эту песню. Первый летний концерт певца состоялся 29 июня 2012 года в South Coast, I пляж Вулы, были исполнены песни альбома «Θάρρος ή Αλήθεια», а также хорошо известные хиты из предыдущих альбомов.
Зимой 2012—2013 гг Михалис сотрудничает с Яннисом Зуганелисом и Сакисом Буласом на сцене Ακτή Πειραιως в спектакле «Хороший, плохой, злой». Это уникальный музыкальный спектакль, который длится четыре часа и сочетает в себе музыку, пение, драму и политическую сатиру. Премьера спектакля состоялась 2 ноября 2012 года. Специально для этого спектакля Хадзияннис написал песню.
18 декабря 2012 года Platinum Records представил новый альбом Элеаны Врахали «Όλα τα Ναι του κόσμου». Для этого альбома Михалис Хадзияннис записал песню «Καληνύχτα». Все средства от продажи альбома пойдут для поддержки ассоциации «Παιδικά Χωριά SOS Ελλάδος», благотворительной и некоммерческой организации, которая оказывает помощь детям, лишенным заботы своих родителей, а также центру по излечению наркомании «Κέντρο Θεραπείας Εξαρτημένων Ατόμων».
2 февраля 2013 года Хадзияннис сыграл последний раз в спектакле «Хороший, плохой, злой» на сцене «Ακτή Πειραιώς». В марте 2013 года он примет участие в Antipodes Festival в Австралии (крупнейший фестиваль греческой культуры за пределами Греции): 16 марта в Мельбурне, 17 марта в Сиднее. Оба выступления являются бесплатными для публики. Организаторы фестиваля называют выступления Михалиса главным событием Antipodes Festival в 2013 году.

## Личная жизнь
С 1994 по начало 2000 года Хадзияннис состоял в отношениях со своей одноклассницой Диаманто Никивелу. С 2003 по 2009 год он был в отношениях с греко-кипрской певицей Деспиной Олимпиу. В июне 2010 года Хадзияннис состоял в отношениях с греческой актрисой и телеведущей Зетой Макрипулия, которые закончились в 2021 году.

## Дискография
Михалис Хадзияннис — автор музыки большинства песен собственного исполнения. Также он пишет песни для Наташи Феодориду («Μια γλυκιά μελωδία», «Δεν είμαι για σένα», «Απόψε»), Василиса Карраса («Μη μ' αγαπάς»), Элефтерии Арванитаки («Ως τα χαράματα»), Деспины Олимпиу, Элени Пета («Αυτό που μας δένει»), Пасхалиса Терзиса («Μια φορά»), Йоргоса Дараласа («Όλα μιλούν για σένα», «Θα περιμένω εδώ»), Гликерии («Κρυφτό», «Δεν έχω πολλά»), Костаса Македонаса («Μη φοβάσαι», «Ακίνητη»), Йоргоса Мазонакиса («Μην πας πουθενά»). Автором стихов к подавляющему большинству песен в исполнении Хадзиянниса является Элеана Врахали; кроме того, певец сотрудничал с такими поэтами, как Никос Мораитис, Элени Зиога, Евангелос Зографидис, во время написания альбома «Θάρρος ή Αλήθεια» — с Никосом Грицисом.

### Студийные альбомы
- 1995: Σενάριο
- 1996: Ο Μιχάλης Χατζηγιάννης τραγουδά Δώρο Γεωργιάδη
- 1997: Ανωνύμων Πατρίδων
- 1998: Επαφή
- 1999: Χριστουγγενιάτικα Τραγούδια Με Τον Μιχάλη Χατζηγιάννη
- 2000: Παράξενη Γιορτή
- 2001: Δεν Έχω Χρόνο
- 2002: Κρυφό Φιλί
- 2003: Μόνος Μου
- 2003: Ρ 20
- 2004: Ακατάλληλη Σκηνή
- 2005: Όνειρο Ζω
- 2006: Φίλοι & Εχθροί
- 2007: Πιο Πολύ
- 2008: 7
- 2009: Κολάζ
- 2010: Το Καλύτερο Ψέμα
- 2011: Θάρρος Ή Αλήθεια
- 2013: Η Αγάπη Δυναμώνει
- 2017: Έρωτας Αγκάθι
- 2018: Da Capo = Από Την Αρχή

### Разнообразнный сборник
- 1995: — Το Πορίζιν + Γράμμα
- 1997: — Τα Πρώτα Του Τραγούδια
- 1998: — Άγγιγμα Ψυχής
- 2003: — Best Of 1998—2001
- 2006: — Παραδοσιακά
- 2016: — Οι Επιτυχίες 1999—2016
- 2010: — Mihalis
- 2011: — 4 Μπαλάντες
- 2013: — Η Αγάπη Δυναμώνει — The Complete Collection
- 2020: — Unplugged

### Концертные альбомы
- 2011 — Live 2011
- 2006 — Θέατρο Βράχων Μιχάλης Χατζηγιάννης Φεστιβάλ Συνάντήσεις Τέχνης Στη Σκιά Των Βράχων
- 2007 — Ζωντανά Στο Λυκαβηττό 2007-08
- 2011 — Live 2011

### DVD-диски
- (2006): — Live
- (2009): — Από Party Σε Party 1999 / 2009
- (2009): — Διαδρομές
- (2010): — Best Of Live & Soundtracks
- (2011): — The Video Collection

### Дуэты
- 2000 — «Πτήση 201» (при уч. с Мария Пападопулу)
- 2000 — «Προσευχή» (совместно с Алексияй)
- 2001 — «Σ'αγαπώ Σ'αγαπώ» (при уч. с Харис Алексиу)
- 2007 — «Σήμερα (Tonight)» (совместно с группой Reamonn)
- 2007 — «Ο Παράδεισος» (совместно с Деспиной Олимпиу)
- 2009 — «Είσαι Εδώ» (при уч. OtherView)
- 2009 — «Δεν Θέλω Πια Να Ξαναρθείς» (совместно с Гликерияй)
- 2011 — «Βροχή Των Αστεριών» (при уч. с Андрианой Бабали)
- 2011 — «Αξίζω» (совместно с Юлией Каллимани)
- 2012 — «Σε Έναν Τοίχο» (при уч. с Миденистисом)
- 2013 — «Love, Love, Love» (совместно с Мелиной Маммас)
- 2017 — «Σαϊτιά» (при уч. с Фанасисом Алеврасом)
- 2017 — «Σε Ποιον Να Πω Το Σ'Αγαπώ» (совместно с Димитрой Галани)
- 2018 — «Να Με Προσέχεις» (при уч. с Димитрой Галани)
- 2018 — «Ένα Πρωινό» (совместно с Димитрой Галани)
- 2022 — «Εκδρομή» (при уч. с Тамтой)

### Коллекция синглов
- 2010 — Everyone Dance
- 2012 — We Own The World Tonight
- 2014 — Όρκος Σιωπής
- 2014 — Μια Δεύτερη Ζωή
- 2014 — Ομερτά
- 2014 — Κάτι Δυνατό
- 2015 — Θα Χαθώ Πριν Φύγω
- 2016 — Κράτα με εδώ
- 2019 — Βάλε Ένα Καφέ
- 2019 — Πιστεύω Σε Σένα
- 2019 — Η Καλύτερή Μου Φίλη
- 2020 — Μην Αργείς
- 2020 — Χορεύω
- 2020 — Είμαι Μόνο Ένας Άντρας
- 2021 — Κομμένα Τα Πρέπει
- 2021 — Κανένας Μόνος
- 2021 — Το Θαύμα

### Сборник видеоклипов
- 1998: «Genesis (English Version) (Eurovision 1998 / Cyprus)»
- 1998: «Παγκόσμιος Πολίτης»
- 1998: «Το Σώμα Που Ζητάς»
- 2000: «Μόνο Στα Όνειρα»
- 2000: «Παράξενη Γιορτή»
- 2000: «Προσευχή» (совместно с Алексияй)
- 2000: «Οι Τίτλοι Του Τέλους»
- 2001: «Δεν Έχω Χρόνο»
- 2002: «Καπνός»
- 2002: «Το Σ΄Αγαπώ»
- 2002: «Χωρίς Αναπνοή»
- 2002: «Είσαι Εδώ»
- 2003: «Μόνος Μου»
- 2003: «Πάρτυ»
- 2004: «Πού Είναι Η Αγάπη»
- 2004: «Για Σένα»
- 2004: «Αυτά Που Θα 'Λεγα Σε Σένα»
- 2004: «Ο Βυθός Σου»
- 2006: «Όνειρο Ζω»
- 2006: «Δεν Φεύγω»
- 2006: «Όλα ή Τίποτα»
- 2006: «Να Είσαι Εκεί»
- 2006: «Χέρια Ψηλά»
- 2006: «Αν Δεν Κοιτάζω Εσένα»
- 2007: «Πιο Πολύ»
- 2007: «Ο Παράδεισος Δεν Φτιάχτηκε Για Μας» (совместно с Деспиной Олимпиу)
- 2007: «Κράτα Με (Γητευτής)»
- 2007: «Έτσι Σε Θέλω»
- 2008: «Εμείς Οι Δυο Σαν Ένα»
- 2008: «Όλα Θα Πάνε Καλά»
- 2008: «Ανάποδα»
- 2008: «Πάρ' τα Όλα Δικά Σου»
- 2009: «Άννα»
- 2009: «Ο Τηλεφωνητής»
- 2009: «Στη Λεωφόρο Της Αγάπης»
- 2010: «Μια Από Τα Ίδια»
- 2010: «Το Καλοκαίρι Μου»
- 2010: «Everyone Dance»
- 2011: «Σ'Αγαπώ»
- 2011: «Τρεις Ζωές»
- 2011: «Πλάι πλά»
- 2011: «Θάρρος Ή Αλήθεια»
- 2011: «Αξίζω» (совместно с Юлией Каллимани)
- 2013: «Μέσα Σου Βρίσκομαι»
- 2013: «Η Αγάπη Δυναμώνει»
- 2013: «Κάτι Δυνατό»
- 2013: «Ποιος Είμαι Εγώ»
- 2017: «Κοίτα Με»
- 2017: «Σε Ποιον Να Πω Το Σ'Αγαπώ» (совместно с Димитрой Галани)
- 2018: «Μένω Εκτός»
- 2018: «Η Άνοιξη»
- 2018: «Τράβα Σκανδάλη»
- 2018: «Wild World»
- 2018: «Να Με Προσέχεις» (при уч. с Димитрой Галани)
- 2018: «Ένα Πρωινό» (совместно с Димитрой Галани)
- 2019: «Η Καλύτερή Μου Φίλη»
- 2020: «Μην Αργείς»
- 2020: «Χορεύω»
- 2021: «Κομμένα Τα Πρέπει»
- 2021: «Κανένας Μόνος»
- 2021: «Το Θαύμα»
- 2022: «Εκδρομή» (при уч. с Тамтой)

## Награды
- Pop Corn 2001: Лучший новый исполнитель
- Arion 2003: Лучший поп-артист, Лучший поп-альбом (Krifo Fili), Лучший артистический певец
- Arion 2004: Лучшая артистическая песня (Monos mou), Лучший современный исполнитель в стиле лаика, Лучший певец года, Самый продаваемый сингл (Monos mou)
- Mad Video Music Awards 2004: Лучший поп-видеоклип (Monos Mou), Лучший артистический видеоклип (To Party), Лучший видеоклип года (Monos mou)
- Arion 2005: Лучший артистический исполнитель, Лучший поп-исполнитель, Лучший поп-альбом(Akatallili Skini), Лучшая поп-песня (Gia Sena), Лучший альбом года (Akatatallili Skini)
- Mad Video Music Awards 2005: Лучший видеоклип года (Gia Sena)
- Status 2006: Лучший исполнитель года среди мужчин
- Arion 2006: Лучшая артистическая песня (Na Minis Edo)
- Cyprus Music Awards 2006: Лучший греческий исполнитель (Den Fevgo), Лучший греческий сингл (Oniro Zo)
- Status 2007: Лучший композитор года среди мужчин
- Cyprus Music Awards 2007: Лучший артист среди мужчин, Лучший альбом года (Fili & Ehthri), Лучший сингл (Ola i Tipota)
- Mad Music Video Awards 2007: Лучший поп-видеоклип (Ola i tipota), Лучший видеоклип среди исполнителей-мужчин (Ola i Tipota), Лучший видеоклип года (Ola i Tipota), Самый знаменитый артист
- Arion Awards 2007: Лучшая народная песня (Na Ise Eki), Лучшая артистическая песня (Den Fevgo), Лучший поп-альбом (Fili & Ehthri), Лучшая песня года (Ola i Tipota), Альбом года (Fili & Ehthri), Лучший исполнитель года, Самый продаваемый сингл (Ola i Tipota), Самый продаваемый альбом (LIVE)
- Johnnie Walker MAN of the Year Awards 2007: Певец года, Человек года
- Mad Video Music Awards 2008: Лучший дуэт (O Paradeisos) — дуэт с Деспиной Олимпиу
- Best Selling Artist of the Decade 2000-'10: 2.000.000 продаж[34]